# Camp Oven Falls
Die Camp Oven Falls sind ein Wasserfall bislang nicht ermittelter Fallhöhe im Fiordland-Nationalpark auf der Südinsel Neuseelands. Er liegt im Lauf des Camp Oven Creek, der kurz hinter dem Wasserfall in den Arthur River wenige Kilometer vor dessen Mündung in den Milford Sound/Piopiotahi mündet.